# Skip Sempé
Skip Sempé (ur. 1958 w Nowym Orleanie) – amerykański klawesynista, założyciel i dyrygent zespołu Capriccio Stravagante  . Prowadził kursy mistrzowskie na Uniwersytecie McGilla i Uniwersytecie Montrealskim, a także na festiwalach muzycznych Bachfest Leipzig oraz Berkeley Early Music Festival .

## Życiorys
Skip Sempé studiował muzykę, muzykologię oraz historię sztuki w Konserwatorium Muzycznym w Oberlin w stanie Ohio. W tamtejszym ośrodku zajmującym się wykonawstwem barokowym (Baroque Performance Institute) artysta studiował od 1976 roku grę na klawesynie u Lisy Goode Crawford, grę na harfie i flecie prostym oraz uczestniczył w kursach historii sztuki średniowiecznej i renesansowej pod kierunkiem Mildred C. Jay i Williama Hooda. 
Następnie pobierał nauki u Gustava Leonhardta w Amsterdamie. Po namowach Williama Christie i Reinharda Goebela postanowił osiedlić się w Europie. W 1986 założył zespół muzyki dawnej Capriccio Stravagante. W 2006 założył wydawnictwo muzyczne Paradizo    .
W Polsce Skip Sempé koncertował we wrześniu 2010 roku na festiwalu Wratislavia Cantans z zespołem Capriccio Stravagante i sopranistką Judith van Wanroij. W programie znalazły się arie operowe i interludia francuskich kompozytorów barokowych, takich jak Jean-Baptiste Lully, Marin Marais, Luigi Rossi, François Couperin, Jean-Philippe Rameau, Michel de La Barre.